# ۴۸۷ (قمری)
۴۸۷ (قمری)، چهارصد و هشتاد و هفتمین سال در گاهشماری هجری قمری است. اول محرم این سال برابر با بیست و هفتم ژانویه سال ۱۰۹۴ میلادی است.

## وابسته
- خلفای فاطمی